# 舒伯特组织
舒伯特组织（The Shubert Organization）是美国纽约市曼哈顿的一个戏剧制作、剧院运营机构。它由萨姆、雅各布、李这舒伯特三兄弟创建于19世纪末，后逐渐成为拥有纽约市和美国大量剧院的财团，1920年代，该组织共在美国拥有、运营、管理着一千多座剧院，以至于在1995被美国最高法院反垄断制裁，不过它现在仍然运营着数十座百老汇剧院。